# Lista över länsvägar i Södermanlands län
Detta är en lista över länsvägar i Södermanlands län. 
Numren på de övriga länsvägarna (500 och uppåt) är unika per län, vilket innebär att vägar i olika län kan ha samma nummer. För att hålla isär dem sätts länsbokstaven framför numret.

## Primära länsvägar 100–499
| Väg    | Sträckning |
| ------ | --- |
| 214    | Läppe(52) – Rörvik(586) – Hjälmarsvik(582) – Forsbrotorp(600) – Äsköping(596,602) – Äs(56) – Lerbäcken(699) – Hökärr(682) – Arvidstorp (699)- St Alstugan(703) – Lillnäset(704) – Grindstugan(707) – Toltäppan(700) – Eriksberg(707) – Hållsta(694)- Husby (727) – Skogstorp(230) |
| 216    | Gammelsta(E4) – Sandstugan(537) – Kåsta(614) – Danbyholm(535) – Vedeby(538) – väg till och förbi Björkviks k:a(616) – Mjölhult(540) – Karlshäll(539,617) – Almliden(542) – Dämbol(52) |
| 218    | Uddbergagatan i Trosa – Högbergsgatan – Ådavägen i Trosa(782,786,5100) – Åda(787) – Trosa landskyrka (785) – Vagnhärad Ö:a(800) – Vagnhärad V:a(219) – tpl 138 (E4) |
| 219    | Nyköping(E4.09)- Sjösa(223.01) - Ånga(759)-Helgö(774) - Sanda(765)- Ingelsta(778) – Nynäs(766) - Gökbacken (767) – Skällberga(782) – Alby(800) – Vagnhärad V:a (218). Genomfart Nyköping: Trosavägen |
| 221    | Bettna(52,635) – Dalby(640) – Bjuddby(655,647) – Tjära(649) – Dammkärr(653) – Flen(Lida) 55 (Gemensam sträckning med 55 och 681 Lida – Flens centrum) |
| 223    | Nyköping(Sandstugan) (E4.09) – Skoghyddan (223.01) – Svärta(800,810) – Skälby(814) – Fridhem (815) – Torsberga(817) – Aspa(820,824,826) – Marieberg (829) – Penningby(828) – Slängen(830) – Björnlunda (57,853,866) (Gemensam sträckning med 57 Björnlunda –Björnlunda) – Björnlunda(57) – Vänga(864) – Tibble (865) – Nybygget(888) – Avla(889) – Blacksta (867) – Blackstabro(892) – Laxne(873) – Hjälmsättertorp (916) – Läggesta(917,990)- tpl 139(E20,990) –Marielund (Trekanten)(919)-Mariefred(978,980) |
| 223.01 | Skogshyddan(223) – Sjösa(219) |
| 224    | Sandbrink(800) – Kärrtorp(836) – Valla(835) – Ekbacken (834) – Gnesta(St Sigtuna,57) |
| 230    | St Sundby(56)- Öja k:a(719)- Lista(723)- Hälleby (725)- Sundtorp(726)- Hyndevad(736)- Skogstorp(214) – Västerleden – tpl 131(5310, E20) |

## 500–599
- D 500: Stavsjö bruk(800) – Stavsjö f d jvstn
- D 501: Ålberga gård(800) – Ålberga(502,503)- Kapptorp (504)
- D 502: Ålberga(501) – Råsta(800)
- D 503: Väg genom Ålberga samhälle(501)
- D 504: Östergötlands läns gräns vid Krullen(E 891) – Kapptorp (501) – Sofieberg(509) – Jönåker(800,608)
- D 506: Lunda k:a(800) – Övre Fabäcken(509) - Brogetorp (508)
- D 508: Hackhyttan(511) – Brogetorp(506) – Harsta(512) –Tuna k:a (800,611)
- D 509: Sofieberg(504) – Säbystugan – Övre Fabäcken(506)
- D 510: Aspleden(520) - Grenvägen(5706)- Sundsörsvägen - Peterslundsplatsen (520)- Stjärnholm (524)- tpl Stjärnholm (515). Genomfart i Oxelösund: Grenvägen  - Sundsörsvägen – Maskingatan – Baravägen (520, 5706, 520)
- D 511: E-länsgräns vid Sjöholm(911) – Nävekvarn-Kungstorp(513)- Hackhyttan(508)- Närke(513)- Bränn-Ekeby(515,512) – Arnö (515) – Björkö(53) samt väg 511.01 mot hamnen i Nävekvarn
- D 512: Harsta(508) – Bränn–Ekeby(511)
- D 513: Kungstorp(511) – Tunabergs k:a – Buskhyttan(514) – Närke(511)
- D 514: Buskhyttan(513) – Bogslöt–Hummelviks brygga (inkl brygga)
- D 515: Bränn–Ekeby(511) – tpl Stjärnholm(53,510) – Arnö industriområde(5020) – Arnö(511)
- D 520: Baravägen(510)- Sundavägen(53,5702,53)- Aspaleden (510,5708,53)- SSAB Oxelösund
- D 524: Väg till Stjärnholms kapell(510)
- D 534: Lekmossen(800) – Virå(535) – Stensborg(538,538) – Glindran(539,539) – Fall(542) – Remröd(546)
- D 535: Virå(534) – Danbyholm(216)
- D 537: Ålberga gård(800) – Sandstugan(216)
- D 538: Björkdalen(55,56,544) – Djupvik – Stensborg(534) - Vedeby(216)
- D 539: Strångsjö(546) – Glindran(534) samt Glindran(534) – Kulla(540) – Karlshäll(216,617)
- D 540: Kulla(539) – Mjölhult(216)
- D 542: Fall(534) – Almliden(216)
- D 544: Björkdalen(55,56,538) – Ändebols f d jvstn
- D 545: Östergötlands läns gräns vid St Toltorp(E1182) – Strångsjö(556,55,56)
- D 546: Strångsjö(55,56,539) – Remröd(534) – Forssjö bruk (549) – Knorran(555)
- D 549: Forssjö bruk(546) – Stensjö(52)
- D 550: Vingåker(560) - Kjesäter(52). Genomfart i Vingåker: Bondegatan – Katrineholmsvägen
- D 551: Östergötlands läns gräns vid Djupvik(E1183) – Forsa(552) – Sten(556) – St Djulö(555)
- D 552: Vingåker(560) – Sävestalund(554) – Björkebo(553) – Forsa(551). Genomfart i Vingåker: Skolgatan – Forssavägen
- D 553: Björkebo(552) – Barksäter(556) jämte grenväg 553.01 mot Vingåker(556)
- D 554: Sävestalund(552) – Vad(556)
- D 555: Sågstugorna(55,56) – St Djulö(551) – Katrineholm (vid Talltullen) – Knorran (546) – Glysas grav(52,55,56)
- D 556: Skeppmyrelund(52) – Vad(554) – Barksäter (553)- Kråktorp(557) – Sten(551) - Strångsjö(545) – Hagstugan(55,56)
- D 557: Kråktorp(556) – Ö Vingåkers k:a – Gänne kvarn (558) – Stettin(52)
- D 558: Gänne kvarn (557) – Katrineholm (Rv52)
- D 559: Väg genom Marsjö(560–561)
- D 560: Östergötlands läns gräns vid Gummesjön(E1134) – Marsjö(559,561) – Östergötlands läns gräns vid Sättratorp(E1175) samt Östergötlands läns gräns vid Båltorp(E1175) – Grindstugan(563) – Vannala(564) – Vingåker(552,550) – Hacksta(566) – Brene(52,582). Genomfart i Vingåker: Vannalavägen – Storgatan
- D 561: Högsjöbruk(566) – Marsjö(560,559) –E–länsgräns vid Marsjö(E1176)
- D 562: Högsjöbruk(561) – Högsjö gård(566)
- D 563: Grindstugan(560) – Berga(566)
- D 564: Vannala(560) – Spånga(566)
- D 566: Örebro läns gräns vid Hjälpetorp(624) – Högsjö bruk (567,561) – Högsjö gård(562) – Berga(563) – Spånga (564) – Lundegård(570) – Hansta(571) – Hacksta(560)
- D 567: Örebro läns gräns vid Herrefallet(T620) – Högsjö bruk (566)
- D 569: Örebro läns gräns vid Haddemon(T626) – Högsjö fabrik (561)
- D 570: Örebro läns gräns vid Ernebäck(T662) – Lundegård(566)
- D 571: Hansta(566) – Torshag(52)
- D 581: Brene(582) – Tallsäter(591) – Skogen(595) – Rotens (596)
- D 582: Brene(52,560,581) – Sjöäng(587) – Ättersta(586) – Hjälmarsvik(214)
- D 586: Rörvik(214) – Ättersta(582) – Österåker(587,591)
- D 587: Sjöäng(582) – Österåker(586,591)
- D 590: Knektbacken(52) – Ålsäter(591)
- D 591: Sjöholm(596) - Ålsäter(590,593,) - Tallsäter(581) - Österåkers k:a(595) – Österåker(587,586)
- D 593: Ålsäter(591) – Vännervass(596)
- D 595: Skogen(581) – Österåkers k:a(591)
- D 596: Stettin(52) – Sjöholm(591) – Vännervass(593) – Vittorp (597) – Rotens(581) – Äsköping(214)
- D 597: Vittorp(596) – Orrmossen(56)

## 600–699
- D 600: Forsbrotorp(214) – Fiskeboda brygga (exkl brygga)
- D 602: Äsköping(214) – Kvisterhult(56)
- D 608: Jönåker(800,504) – Jäder(610) – tpl 129(E4) – Bråttninge(614) – Östanå(615) – Stigtomta(613,52)
- D 610: Jäder(608) – Hagersta(614)
- D 611: Tuna k:a(800,508) – Larslund(626,52)
- D 612: Bergshammar(800,E4.31) – Ullevi(52)
- D 613: förbindelse i Stigtomta(608–52,623)
- D 614: Kosta(216) – Hagersta(610) – Bråttninge(608)
- D 615: Östanå(608) – Halla k:a – Binklinge(52)
- D 616: Väg till och förbi Björkviks k:a(216–216)
- D 617: Karlshäll(216,539) – Valla – Hagbyberga
- D 623: Stigtomta(52,613) – Hagstugan(624) – Stortorp (625) – Listorp(627) -Täckhammar (53)
- D 624: Hagstugan(623) – Nystugan
- D 625: Larslund(52) – Stortorp(623)
- D 627: Bagartorp(52) – St Berga(628) – Listorp(623) – Bärbo k:a
- D 628: St Berga(627) - Skavsta
- D 629: Kvistberga(52) – Skavsta(628)
- D 630: Väg till Nykyrka k:a(52)
- D 631: Vrena(52) – Vrena jvstn – Tärnöo – Julabo(635)
- D 633: Väg till och förbi Bettna jvstn(637–634)
- D 634: Bettna(637,633) – Vallen(635)
- D 635: Bettna k:a(637) – Vallen(634) – Julabo(631) – Välvesta(638,639) –Husby gård (53)
- D 636: Väg till och förbi Rönö k:a(53–53)
- D 637: Valsta(52) – Bettna(634,635,221)
- D 638: Vävelsta(635) – Husbymalmen(53)
- D 639: Vävelsta(635) – Vallby(655)
- D 640: Hål(52) – Dalby(221)
- D 641: Dämbol(52) – Gotthardsberg – Sund(645)
- D 642: Valla(52) – Lerbo k:a – V Vegred(645)
- D 643: Stenta(52) – Knutsta(645) – Valla(678) – Fyrö(55,57)
- D 645: Knutsta(643) – V Vegred(642) – Bergbacka(646) – Sund(641) – Hagetorp(647)
- D 646: Bergbacka(645) – Dagöholm – Fagerbjörk(647)
- D 647: Sköldinge(671) – Fagerbjörk(646,652) – Hagetorp(645) – Vadsbro k:a (648) – Vadsbro jvstn (649,649.01) – Bjuddby (221)
- D 648: Väg till Vadsbro k:a(647)
- D 649: Vadsbro jvstn(647) – Tjära(221)
  - D 649.01: Grenväg mot Vadsbro k:a
- D 652: Fagerbjörk(647) – Årsta(653) – Årby(671)
- D 653: Årsta(652) – Dammkärr(221)
- D 655: Bjuddby(221) – Blackstaby(656) – Kallvik(657)– Tuvekärr (659,659.01) – Vallby(639) – Husbygård(53)
- D 656: Blackstaby(655) – Snaggesta(658)
- D 657: Kallvik(655) – Stäringe(658,659) – Årdala k:a(662)
- D 658: Stäringe(657) – Snaggesta(656) – Spånga(662)
- D 659: Tuvekärr(655) – Stäringe(657)
  - D 659.01: Grenväg mot Blacksta vid Tuvekärr(659–655)
- D 662: Flensby(55) – Spånga(658) – Kyrkobol(663) – Årdala k:a (657) – Solbacka(53)
- D 663: Kyrkobol(662) – Forssa k:a
- D 664: Johannisdal(53) – Helgesta gård(655) – Sundtorp(57)
- D 665: Väg till Helgesta k:a(664)
- D 666: Variagatan–Drottninggatan i Flen(672–679–681)
- D 670: Fyrby(53) – Baggetorp(824) – Valhalla(53)
- D 671: Sköldinge(55,647) – Åsa(671.01) – Årby(652) – Lida(55)
  - D 671.01: Förbindelseväg vid Åsa(671–55)
- D 672: S Kungsgatan – Variagatan – Stenhammar. Genomfart i Flen: Salstagatan
- D 673: Väg(Orrögatan) till Flens läkarstation(681)
- D 674: Henrikslund(56) – Vegersberg–Flodafors(677)
- D 675: Fyrö(55,57) – Juresta(677) – Ö Granhed(685,686)
- D 676: Äsplund(56) – Sörgölet(677) – Bie N(56)
- D 677:Sörgölet(676) – Ökna(680) – Flodafors(674) – Floda k:a (682) – Juresta(675) – Olstorp(683) – Sköldinge(55)
- D 678: Hållsta(55) – Valla(643). Genomfart i Valla: Katrineholmsgatan – Storgatan
- D 679: Flen(666) – Valingssätter(683)
- D 680: Ökna(677) – Banninge – Fjällskäfte(682)
- D 681:Flen(55) – S Kungsgatan(672,684,666,673) – Talja(687) – Finntorp(55). Genomfart i Flen: Brogatan – S Kungsgatan – N Kungsgatan
- D 682: Floda k:a(677) – Fjällskäfte(686,680) - Hökärr(214)
- D 683: Olstorp(677) – Valingsätter(679) – Skiringe(687)
- D 684:Sveavägen – S Järnvägsgatan i Flen(672–681)
- D 685: Ö Granhed(675) – Mellösa(687)
- D 686: Fjällskäfte(682) – Ö Granhed(675) – Hälleforsnäs (691,687,691) – Hälleforsnäs jvstn(692,694) – Fräkentorp (696) – Bäckåsen(53)
- D 687: Talja(681) – Skiringe(683) – Mellösa jvstn(685) – Mälby (690) – Hälleforsnäs(686)
- D 688: Mortorp(53) – Mosstorp(697) – Slytan(53)
- D 690: Mälby(687) – Sveaborg(55)
- D 692: Väg till Hälleforsnäs jvstn och godsmagasin(686)
- D 694: Hälleforsnäs jvstn(686) – Bälgviken(695) – Hållsta (729,728,214)
- D 695: Väg till Bälgvikens jvstn(694)
- D 696: Fräkentorp(686) – Barrsjön(53)
- D 697: Mosstorp(688) – L Knutstena
- D 699: Lerbäcken(214) – Mosstorp(700) – Arvidstorp(214)

## 700–799
- D 700: Mosstorp(699) – Hållet(703) – Toltäppan(214)
- D 703: St Alstugan(214) – Knutstorp(704) – Hållet(700)
- D 704: Knutstorp(703) – Lillnäset(214)
- D 707: Grindstugan(214) – Näshulta – Eriksberg(214)
  - D 707.01: Väg till Näshulta kyrka(707)
- D 712: St Sundby(56) – Berga – Bärsta
- D 715: Västmanlands läns gräns vid Hjälmsäter(U512) – Hjälmsäter(717) – Värhulta – Västermo (716.01 – 716)– L Udden(56)
- D 716: Västermo(715) – Nybygget
  - D 716.01: Grenväg mot 715 vid Västermo(716,715)
- D 717: Västmanlands läns gräns vid Måla(U551) – Västmanlands läns gräns väster Gålhammar(U551) samt Västmanlands läns gräns vid Gålhammar(U551) – Västmanlands läns gräns vid St Åstorp(U551) samt Västmanlands läns gräns vid Findla(U551) – Hjälmsäter (715)
- D 719: Öja k:a(230) – Västerdal(720)
- D 720: Västerdal(56,719) – Hägerås(721) – Gravtorp(722)
- D 721: Hägerås(720) - Udden - Hägran(722)
- D 722: Västmanlands läns gräns vid Fagerhult(U502) – Gravtorp (720) – Slätåsen - Hägran(721) – Lista (723)
- D 723: Lista(230,722) – Västmanlands läns gräns vid Dalen (U504) samt Västmanlands läns gräns vid Grindstugan (U503) – Råby Rekarne k:a – Gröndal(900)
- D 725: Hälleby(230) – Stenby(726) X
- D 726: Sundtorp(230) – Stenby(725) – Gillberga k:a
- D 727: Husby(728,214) – Husby Rekarne k:a
- D 728: Hållsta(694) – Husby(727) – Skogstorp(732,230)
- D 729: Hållsta(694) – Örsta(53)
- D 732: Skogstorp(728) – Stenkvista(53,920)
- D 733: Berga(736) – Åsby – Ekeby(734)
- D 734: Hemla(900) – Hällbyvägen(945) – Ekeby(733)- Flacksta (Västerleden)(230). Genomfart i Eskilstuna: Västeråsvägen
- D 736: Hydevad(230) – Gillbergaleden samt Berga(733) – Mesta – Lagersberg – Gillbergaplan(5306) – Vasaplan(53). Genomfart i Eskilstuna: Gillbergaleden – Fröslundavägen – Gillbergavägen – Stenkvistavägen
- D 759: Ånga(219) – Grytmar–Björksund(774)
- D 765: Sanda(219) – Tranvik–Studsvik
- D 766: Nynäs(219) – Sandviksvägen
- D 767: Gökbacken(219) – Örboholm – Källvik
- D 768: Tureholm(782) – St Utterviks brygga
- D 770: Ullaberg(800) – Svärta Gårds f d jvstn
- D 771: Törnebylund(800) – Törneby(772) – tpl Tystberga (E4) -Tystberga(774)
- D 772: Törneby(771) – Hammarbyvreten(800)
- D 774: Helgö(219) – Björksund(759) Eneby(775)- Tystberga(771) –Tystberga k:a (776) - Svärdsbro (800)
- D 775: Eneby(774) – Bälinge(778)
- D 776: Väg till Tystberga k:a(774)
- D 778: Ingelsta(219) - Bälinge(775) – Lästringe jvstn – Lästringe k:a(800)
- D 782: Sille(800) Västerljung(783) – Skällberga(219) – Tureholm (785,768) – Trosa(5100,218). Genomfart i Trosa: Västerljungsvägen – Smäckbrogatan
- D 783: Väg till Västerljungs k:a(782)
- D 785: Tureholm(782) – Hunga – Trosa landskyrka(218)
- D 786: Trosa(218) – Fagerbjörk(787)
- D 787: Åda(218) – Fagerbjörk(786) – avtagsvägen till Stensunds folkhögskola

## 800–899
- D 800: E-läns gräns - väg till tpl Stavsjö-Stavsjöbruk(500) - Lekmossen(534) - Ålberga(533,501,537) – Gammelsta (216) – Råsta(502) - Jönåker(504,608) – Lunda k:a(506) – Tuna k:a(508,611) – Bergshammar(800.01,612,E4.31) – St Kungsladugården (53) (Gemensam sträckning med 53) – Västerleden – 53.01 – V Tullgatan Nyköping – E4.09 – Sandstugan –223 – Skogshyddan – Svärta) – Svärta(223,810) – Ullaberg(770) – Glädjen (817) – Törnebylund(771) – Hammarbyvreten(772) – Bogsta k:a (818) – Krogen(828) – Svärdsbro(774) – Sättersta k:a (831) – tpl Lästringe (778,E4) – Sandbrink (224) – tpl Brohagen(E4) – Sille(835,782) – Åbro(837) – Alby(219) Gemensam sträckning med 219 Alby – Vagnhärad(840) – Vagnhärad V:a(218) och gemensam sträckning med 218 Vagnhärad V:a – Vagnhärad Ö:a (218)- Stockholms läns gräns vid Tullgarn(Södertälje)
  - D 800.01: Bergshammars k:a(800) – Bergshammar(800)
  - D 800.02: Gammelsta mellan väg 800 - 216,E4
- D 805: Spånga(53) – Hedvigslund(811) – Hossebo(53)
- D 807: Nyköping(E4.22) – Marieberg – Stenbro(808,809) – Kristinelund(811) Segerstad(812) – Kappsta(819) – Lids k:a(820,821. Genomfart i Nyköping: Stenbrovägen
- D 808: Harg(53) – Stenbro(807)
- D 809: Stenbro(807) – tpl Påljungshage(E4.09,E4)
- D 810: Förbindelse söder Svärta k:a(223–800)
  - D 810.01: Anslutningsväg till Svärta k:a(810)
- D 811: Hedvigslund(805) – Kristinelund(807)
- D 812: Segerstad(807) – Onsberga(813) – Runtuna k:a(814) – Lindö – L Lundby(820)
- D 813: Onsberga(812) – Skarpåker(814)
- D 814: Skälby(223) – Skarpåker(813) – Höjden(815) – Runtuna k:a(812)
- D 815: Höjden(814) – Fridhem(223)
- D 817: Torsberga(223) – Lövsund–Glädjen(800)
- D 818: Väg till Bogsta k:a(800)
- D 819: Kappsta(807) – Ånsta – Svista(820)
- D 820: Baggetorp(824) – Svista(819) – Lids k:a(821,807) – L Lundby(812) – Aspa(223)
- D 821: Väg till Lids k:a(820)
- D 823: Ökna – Krogen(828,800)
- D 824: Baggetorp(670,820) – Ripsa k:a–Ekeby–Aspa(223,826)
- D 826: Aspa(223,824) – Ludgo k:a(826.01) – Stenhult(828)
  - D 826.01: Väg till Ludgo k:a(826)
- D 828: Krogen(800,823) – Stenhult(826) – Ö Malma Penningby (223)
- D 829: Marieberg(223) – Brunnsvik
- D 830: Slängen(223) – Töle kvarn(834) – Hållsta(57) - Gnesta(867)
- D 831: Väg till Sättersta k:a(800)
- D 834: Töle kvarn(830) – Ärendal–Ekbacken(224)
- D 835: Sille(800) – Ullaberg–Sörby(836) – Valla(224)
- D 836: Kärrtorp(224) – Torsåkers k:a(836.01) – Sörby(835)
  - D 836.01: Väg till Torsåkers k:a(836)
- D 837: Åbro(800) – Lundby–Högvalla(838)
- D 838: Kalkbruksvägen i Vagnhärad(218) – Kalkbruket(840) – Högvalla(837) – Stockholms läns gräns vid Slinderstugan (B 500)
- D 840: Gnestavägen i Vagnhärad(800) – Kalkbruket(838)
- D 848: Tuna(57) – Överby – Bresshammar – Stjärnhov(57)
- D 853: Väg till och förbi Björnlunda jvstn(57–223,57)
- D 855: Gnesta(867) – Stockholms läns gräns vid Gnesta(B507)
- D 856: Skarvnäs(53) – Sparreholm(57)
- D 857: Hyltinge k:a(53,857.01) – Lövåsen(57)
  - D 857.01: Grenväg mot Malmköping vid Hyltinge k:a
- D 859: Köpenhamn(57) – Solbacka(862)
- D 860: Stjärnhov(57,861) – Gryts k:a(862.01,862,862) – Misätter(888,889) – Järna gård(890) – Ånhammar(887) – Ekensholm(884) – Starrsäter(881) – Magsjön(55)
- D 861: Väg till och förbi godsmagasin vid Stjärnhovs f d jvstn (860–57)
- D 862: Vadsberga(55) – Ekenslund(881) – Lundby(883) – Brotorp (887) – Solbacka(859) – Gryts k:a (860,860,862.01) – Graneberg(57)
  - D 862.01: Grenväg mot Stjärnhov vid Gryts k:a
- D 864: Norrby(57) – Tibble(223)
- D 865: Tibble(223) – Björksta(867)
- D 866: Väg till Björnlunda k:a(57,223)
- D 867: St Sigtuna(224) - Gnesta(830) – Frustuna k:a(868) – Kattnäs(869) –Vängsö(873,873.01,870) – Björksta(865) – Blacksta(223)
- D 868: Väg till Frustuna k:a(867)
- D 869: Väg till Kattnäs k:a(867)
- D 870: Väg till Gåsinge k:a(867)
- D 873: Vängsö(867,873.01) – Dillnäs(875) – Ramäng(876) – Laxne(223)
  - D 873.01: Grenväg mot Gåsinge
- D 875: Väg till Dillnäs k:a(873)
- D 876: Stockholms läns gräns vid Nysäter(B508) – Skymmerdal – Ramäng(873)
- D 879: Trekanten(880) – Lilla Picket(53,55)
- D 880: Södra infarten till Malmköping(53) – Trekanten(879) – Sundby(53,55)
- D 881: Ekenslund(862) – Dunkers k:a(883) – Stora Dal(885) – Ökna(884) – Starrsäter(860)
- D 883: Lundby(862) – Dunkers k:a(881)
- D 884: Ökna(881) – Ekensholm(860)
- D 885: Dunker – Bygget(55,55) – St Dal(881)
- D 887: Brotorp(862) – Ånhammar(860) X
- D 888: Misäter(860) – Åbacka – Nybygget(223)
- D 889: Misäter(860) – Öllösa(890) – Solvikstorp(893) – Alsäter (892) – Avla(223)
- D 890: Järna gård(860) – Öllösa(889)
- D 891: Asplund(899) – Eskilstuna flygplats
- D 892: Alsäter(889) – Fridhem – Blackstabro(223)
- D 893: Solvikstorp(889) – Eklund – Byringe(55)
- D 894: Högsten(55,896) – Nyckelbro(902) – Hult(898)
- D 895: Akaren(53) – Ekeby–Röl(55)
- D 896: Högsten(894) – Stålboga jvstn
- D 897: Byringe gästgivaregård(898) – Rismossen(908)
- D 898: Ärla k:a(53) – Rinkesta(899) – Hult(894) – Sjöändan (903) – Flättorp(902) – Kvarntorp(905) – Gubbklinten (906) – Länna bruk – Byringe gästgivaregård(897,55)
- D 899: Rinkesta(898) – Ärla(903,921) – Ribbingelund(904) – Ribbingelunds sjukhus(920) – Eskilstuna flygplats(891) – Lövlund – Kjula(E20)

## 900–999
- D 900: Tpl Gröndal(E20,53,723,939)- Hemla(734)- tpl Folkesta(E20,943)- Hällby(945)- Brottsta(5312)- Schröderstiernas väg (5310)-Vallby Eskilstuna(949) (Gemensam sträckning med 949 Vallby – Idunplan) Idunplan(53)(Gemensam sträckning med 53 Idunplan – Intagsplan) Intagsplan(53) – tpl Svista(E20)- Ramshammar(952) -Viby(957) -Kjula(899,958) -Husby (961) – Säby(905) - Härad(908) – Näsbyholm(971) – Lunda – (gemensam sträckning med 55 Lunda – tpl S:t Eskils källa) – 55 tpl S:t Eskil – Västerport(E20.07) – tpl Finninge(976) – Kilen(972) – Malmby(977) – Grundbro(912) – Lida(919) – Tunabro(910,915). Genomfart i Eskilstuna: Folkestaleden – Kungsgatan – Ståhlbergsvägen – Gasverksbron – Schröderstiernas väg – Torshällavägen – Carlavägen – Intagsgatan – Strängnäsvägen
- D 902: Nyckelbro(894) – Eklången – Flättorp(898)
- D 903: Sjöändan(898) – Ärla(899)
- D 904: Ribbingelund(899) – Barksäter(905)
- D 905: Kvarntorp(898) – Rännbäcken(906) – Sågstugan(907) – Barksäter(904) – Säby(900)
- D 906: Gubbklinten(898) – Rännbäcken(905)
- D 907: Sågstugan(905) – Tobo(908)
- D 908: Söderlänna(55) – Rismossen(897) – Tobo(907) – Härads k:a(900)
- D 909: Förbindelseväg vid Länna k:a(55–911)
- D 910: Söderlänna(55,911) – Valsberga(912) – Skämbylöt(914) – Tunabro(900,915)
- D 911: Söderlänna(910) – Länna k:a(909) – Öråsen(55)
- D 912: Valsberga(910) – Grundbro(900)
- D 914: Skämbylöt(910) – Åkers k:a
- D 915: Åkers Styckebruk(915.01) – Åkers krutbruk(990) – Åkerby – Tunabro(900,910)
  - D 915.01: Grenväg till Åkers styckbruks jvstn
- D 916: Hjälmsättertorp(223) – Ådalskvarn(917) – Ökna(990)
- D 917: Ådalskvarn(916) – Läggesta(223)
- D 919: Ärja(900) – Marielund(919,223)
- D 920: Stenkvista (53,732) – Hällberga (922,921) – Ribbingelunds sjukhus(899)
- D 921: Ärla(899) – Hällberga(920)
- D 922: Väg till Hällberga jvstn(920)
- D 939: Tpl 129 (E20,53,900) - Tumbo(940,940.01) - tpl Kvicksund(53) - Kvicksund(53)
- D 940: Västmanlands läns gräns vid L Åby(U552) – Tumbo (940.01,939)
  - D 940.01: Förbindelseväg mot Kvicksund i Tumbo(940–939)
- D 943: Tpl Folkesta(E20,900) – Torshälla(949)
- D 945: Nybygget(734) – Hälleby(900)
- D 949: Idunplan i Eskilstuna(53,900) – Vallby (900) – Glömsta (951) – Torshälla(5500,952,943) – Nyby bruk – Roxnäs – Mälarbaden. Genomfart i Eskilstuna: Torshällavägen (gemensam sträckning med 900). Genomfart i Torshälla: Eskilstunavägen – Holmenleden – Nybyvägen
- D 951: Tpl 131(E20) – Glömsta(949)
- D 952: Torshälla(949,5500) – Viggeby(956) – Lund(954) – Vallby(955 956) – L Lövhulta(953) – Ramshammar(900). Genomfart i Torshälla: Eskilstunavägen – Brogatan – Hammarby
- D 953: Tpl Årby(E20,53) – Sal(954) – Lövhulta(952) – Sundby(961)- Sundbyholm
- D 954: Sal(953) - Mälsta(955) - Lund(952)
- D 955: Mälsta(954) - Vallby(952)
- D 956: Viggeby(952) - Grundby - Vallby(952)
- D 957: Viby(900) - Kjula k:a(959,958) – Jäders k:a (960) - Jäders prästgård(961,961) - Vävle(962) – Åsa(966) - Helgarö k:a(968) Lundby(966) – Fogdö k:a(969,970) – Vansö k:a (971) – tpl Eldsund(55) – P10 Strängnäs. Genomfart i Strängnäs: Regementsgatan
- D 958: Kjula(900) – Kjula k:a(959,957)
- D 959: Förbindelseväg söder Kjula k:a(957–958)
- D 960: Jäders k:a(957) – Fässlinge(961)
- D 961: Sundby(953) – Åsby(962)-650 m Ö Åsby(962) – Fässlinge(960) – Jäders prästgård (957) – -Husby(900)
- D 962: Åsby(961) – Välve(957)
- D 966: Åsa(957) – Hässelbyholms alle – Lundby(957)
- D 968: Väg till Helgarö k:a(957)
- D 969: Väg till Fogdö k:a(957,970)
- D 970: Fogdö k:a(957,969) – Kungsberg
- D 971: Näsbyholm(900) – Vansö k:a(957)
- D 972: Biskopskvarn(E20) – Kilen(900)
- D 974: Tpl Knäppinge(55,976) – Sanda – Björktorp på Tosterön
- D 975: Norrsta(55) – Aspö k:a – Krissbosundet – Oknö – färjeläget vid Arnöfjärden
- D 976: Strängnäs(tpl Finninge)(900) – Strängnäs(Nygatan) - Strängnäs(972,Eskilstunavägen) – Stora torget (Storgatan,Kyrkogatan) – Tosteröbron – tpl Knäppinge (55, 974). Genomfart i Strängnäs: Södertäljevägen – Rådmansgatan – Nygatan – Eskilstunavägen – Storgatan – Kyrkogatan
- D 977: Malmby(900) – Vannesta(980)
- D 978: Mariefred(223,980) – Bondängen. Genomfart i Mariefred: Kärnbogatan – Ruddamsgatan – Slottsträdgårdsgatan – Djurgårdsgatan – Ärnäsvägen
- D 980: Mariefred(223,978) – Vannesta(977) – Stallarholmen(983) – Graneberg(985) – St Lundby – Tynnelsö allé(985) – Överselö(980.01) - Janslunda. Genomfart i Mariefred: Stallarholmsvägen
  - D 980.01: Väg till Överselö k:a(980)
- D 981: Malmby(977)- Löt-Gorsingeholm– Lillgärdet(976)
- D 983: Stallarholmen(980) – Ytterselö k:a(984) – Fjällsta
- D 984: Ytterselö k:a(983) – Viggeby
- D 985: Graneberg(980) – Fröberga – Tynnelsö allé(980)
- D 986: Bergåsa(990) – Hedlandet(987) – Hedlandets bussvändplats
- D 987: Björkhem(990) – Hedlandet(986)
- D 990: Åkers krutbruk(915)- Ökna(916)- tpl 139(E20,223) – (Gemensam sträckning med lv 223 tpl 139)- Läggesta(223) - Bergåsa(986) – Björkhem(987) – Stockholms läns gräns vid Herrsätter(B576)